# 12 órás ultrafutó országos bajnokság
A 12 órás ultrafutó országos bajnokságon, Balatonalmádiban dől el a 12 órás ultramaratoni országos futóbajnoki címek sorsa.
A versenyt először 2007-ben rendezték meg Csákváron. Addig a 12 és a 24 órás bajnokság egyszerre zajlott Sárváron. 2009-től már Balatonalmádiban, a parton köröznek a futók.
A verseny elnyerte az Ultrafutók Nemzetközi Szövetségének (IAU) bronz minősítését.
2007-ben a magyar futókon kívül osztrák és román futók is rajthoz álltak.

## A pálya
A kijelölt versenypálya 1762,1 méteres, minimális szintkülönbséggel.

## Bajnokok
A 2007-es bajnokok:
- Gurdon Éva
- Cserpák József

A 12 órás OB-t a veszprémi Viking Sport Egyesület rendezi.